# Velika palača Cipiko u Trogiru
Velika palača Cipiko u gradiću Trogiru, Gradska ulica 43, predstavlja zaštićeno kulturno dobro.

## Opis
Velika palača Cipiko, smještena u povijesnoj jezgri Trogira, sklop je koji se sastoji od romaničkih građevina pregrađenih najvjerojatnije oko 1457. godine. Palača je pregrađena još nekoliko puta, a danas ima izgled dvokatnice s visokim potkrovljem, građene od pravilno kleasnih kamenih blokova ukrašenih kamenom plastikom vrsnih majstora. Iza 1474.g. djelovanjem Nikole Firentinca sagrađeno je renesansno dvorište s galerijama, a kasnorenesansna pregradnja oko 1600.g. vezuje se uz djelovanje radionice Bokanić. Glavno ulazno pročelje na istoku ima renesansni portal Ivana Duknovića. Portal na južnom pročelju djelo je Nikole Firentinca.

## Zaštita
Pod oznakom Z-4379 zavedena je pod vrstom "nepokretno kulturno dobro - pojedinačno", pravna statusa zaštićena kulturnog dobra, klasificirano kao "javne građevine".